# Магьосниците от Уейвърли Плейс
„Магьосниците от Уейвърли Плейс“ е сериал на Disney Channel. Дебютира на 12 октомври 2007 г.

## Излъчване
| Сезон | Сезон | Епизоди | Начало на сезона  | Край на сезона   |
| ----- | ----- | ------- | ----------------- | ---------------- |
|       | 1     | 21      | 12 октомври 2007  | 31 август 2008   |
|       | 2     | 30      | 12 септември 2008 | 21 август 2009   |
|       | 3     | 28      | 9 октомври 2009   | 15 октомври 2010 |
|       | 4     | 27      | 12 ноември 2010   | 6 януари 2012    |

## Герои
- Алекс Русо (Селена Гомез) – единственото момиче в семейство Русо. Тя е хитра и често попада в беди и злоупотреби с магия. Не е добра ученичка, но за сметка на това е много популярна в училището си. Може да го потвърди директорът с който се срещат почти всеки ден в кабинета му. Обича да се заяжда с братята си Джъстин и Макс, но въпреки различията си и непрестанните си кавги те се обичат. Най-добрата ѝ приятелка е Харпър.
- Джъстин Русо (Дейвид Хенри) – най-възрастният син и най-добър магьосник в семейството. Той често се опитва да спре своята сестра Алекс, която често използва магии неправилно и се забърква в неприятности. Любимата му група е „Кървави Сълзи“. Има много екшън фигури и плакати в стаята си. Изобщо не е добър в спорта точно като приятеля си Зик. Двамата са много умни и участват в клубове за какви ли не неща. Дори си имат собствен език.
- Макс Русо (Джейк Ти Остин) – най-малкото дете в семейството. Подобно на Алекс, той често използва магия неправилно и не се справя добре в училище. Доста е глуповат и вярва на почти всичко което му се каже.
- Джери Русо (Дейвид Делуис) – баща на Алекс, Джъстин и Макс. Той е бивш магьосник и е можел да си остане такъв, понеже на магическото състезание между него и брат му той спечелил, но после срещнал Териса и се влюбил в нея. Но понеже магическите закони не позволяват магьосник да се жени за простосмъртен, той дал силите си на брат си. Обича да яде.
- Териса Русо (Мария Каналс Барера) – майка на Алекс, Джъстин и Макс. Тя не обича децата ѝ да използват магия за всичко, но въпреки това единственият който я слуша е Джъстин.
- Харпър Финкъл (Дженифър Стоун) – най-добрата приятелка на Алекс. Тя винаги се облича странно и не одобрява правенето на магии. Влюбена е в Джъстин и постоянно му прави странни подаръци. Въпреки нейните странности Алекс я харесва като приятел.

## В България
В България сериалът започва излъчване по БНТ 1 на 28 март 2009 г. Ролите се озвучават от Даринка Митова, Петя Абаджиева, Николай Николов, Тодор Георгиев и Христина Ибришимова.
На 19 септември 2009 г. започва и по Disney Channel. Дублажът е на студио Медиа Линк. Ролите се озвучават от Ася Братанова, Цветослава Симеонова, Живко Джуранов и Симеон Владов.
От трети сезон дублажът е нахсинхронен, записан в студио Доли. Ролите се озвучават от Ася Братанова, Цветослава Симеонова, Ралица Ковачева-Бежан, Красимира Демирева, Симеон Владов, Стефан Сърчаджиев-Съра, Кирил Бояджиев, Живка Донева, Ася Рачева, Мина Костова и други.